# 2018-as labdarúgó-világbajnokság-selejtező (CAF – 3. forduló)
A 2018-as labdarúgó-világbajnokság afrikai selejtezőjének 3. fordulójának mérkőzéseit tartalmazó lapja.

## Lebonyolítás
A harmadik fordulóban 20 csapat vett részt: a második forduló 20 továbbjutója. A csapatokat öt darab négycsapatos csoportba sorsolták, ahol körmérkőzéses oda-visszavágós rendszerben mérkőztek meg egymással. Az öt csoportgyőztes kijutott a világbajnokságra.

## Kiemelés
A csoportok sorsolását 2016. június 24-én tartották Kairóban.
A kiemelést a 2016. júniusi FIFA-világranglista alapján határozták meg.
- Az 1. kalapba az 1–5. helyezett csapatok kerültek
- A 2. kalapba a 6–10. helyezett csapatok kerültek
- A 3. kalapba a 11–15. helyezett csapatok kerültek
- A 4. kalapba a 16–20. helyezett csapatok kerültek

Mindegyik csoportba egy-egy csapat került a kalapokból. A csapatok sorszámot is kaptak a sorsoláskor.
| 1. kalap                                                                                | 2. kalap                                                                                      | 3. kalap                                                                                     | 4. kalap                                                                        |
| --------------------------------------------------------------------------------------- | --------------------------------------------------------------------------------------------- | -------------------------------------------------------------------------------------------- | ------------------------------------------------------------------------------- |
| - Algéria (31.) - Elefántcsontpart (34.) - Ghána (36.) - Szenegál (40.) - Tunézia (45.) | - Zöld-foki Köztársaság (46.) - Egyiptom (47.) - Kongói DK (49.) - Nigéria (57.) - Mali (58.) | - Kamerun (59.) - Marokkó (60.) - Guinea (62.) - Dél-afrikai Köztársaság (66.) - Kongó (67.) | - Uganda (69.) - Burkina Faso (71.) - Zambia (83.) - Gabon (88.) - Líbia (115.) |

## Csoportok
Sorrend meghatározása
A selejtezők során a csoportokban a következők szerint kellett meghatározni a sorrendet:
1. több szerzett pont az összes mérkőzésen (egy győzelemért 3 pont, egy döntetlenért 1 pont jár, a vereségért nem jár pont)
2. jobb gólkülönbség az összes mérkőzésen
3. több lőtt gól az összes mérkőzésen
4. több szerzett pont az azonosan álló csapatok között lejátszott mérkőzéseken
5. jobb gólkülönbség az azonosan álló csapatok között lejátszott mérkőzéseken
6. több lőtt gól az azonosan álló csapatok között lejátszott mérkőzéseken
7. több idegenben szerzett gól (ha két csapat áll azonosan)
8. rájátszás mérkőzés semleges helyszínen, hosszabbítással és büntetőkkel

### A csoport
| Hely. | Csapat    | M | Gy | D | V | G+ | G– | Gk | P  | Továbbjutás                                   |     | Tunézia | Kongói Demokratikus Köztársaság | Líbia | Guinea |
| ----- | --------- | - | -- | - | - | -- | -- | -- | -- | --------------------------------------------- | --- | ------- | ------------------------------- | ----- | ------ |
| 1.    | Tunézia   | 6 | 4  | 2 | 0 | 11 | 4  | +7 | 14 | Kijutott a 2018-as labdarúgó-világbajnokságra |     | —       | 2–1                             | 0–0   | 2–0    |
| 2.    | Kongói DK | 6 | 4  | 1 | 1 | 14 | 7  | +7 | 13 |                                               |     | 2–2     | —                               | 4–0   | 3–1    |
| 3.    | Líbia     | 6 | 1  | 1 | 4 | 4  | 10 | −6 | 4  |                                               | 0–1 | 1–2     | —                               | 1–0   |        |
| 4.    | Guinea    | 6 | 1  | 0 | 5 | 6  | 14 | −8 | 3  |                                               | 1–4 | 1–2     | 3–2                             | —     |        |

| 2016. október 8. 18:30 (UTC+1) |

| Kongói DK                               | 4–0               | Líbia |
| --------------------------------------- | ----------------- | ----- |
| Mbokani 6' 57' Bolingi 45+2' Mubele 68' | (2–0) Jegyzőkönyv |       |

| Mártírok Stadionja, Kinshasa Nézőszám: 71 000 Játékvezető: Mahamadou Keita (mali) |

| 2016. október 9. 18:00 (UTC+1) |

| Tunézia                      | 2–0               | Guinea |
| ---------------------------- | ----------------- | ------ |
| Abdennour 58' Ben-Hatira 79' | (0–0) Jegyzőkönyv |        |

| Stade Mustapha Ben Jannet, Monasztir Nézőszám: 6000 Játékvezető: Thierry Nkurunziza (burundi) |

| 2016. november 11. 20:00 (UTC+1) |

| Líbia | 0–1               | Tunézia              |
| ----- | ----------------- | -------------------- |
|       | (0–0) Jegyzőkönyv | Hazrí 50' (11-esből) |

| Omar Hamadi Stadion, Algír (Algéria) Nézőszám: 6000 Játékvezető: Davies Omweno (kenyai) |

| 2016. november 13. 17:30 (UTC+0) |

| Guinea                | 1–2               | Kongói DK              |
| --------------------- | ----------------- | ---------------------- |
| Soumah 23' (11-esből) | (1–0) Jegyzőkönyv | Kebano 54' Bolasie 57' |

| Stade du 28 Septembre, Conakry Nézőszám: 30 000 Játékvezető: Neant Alioum (kameruni) |

| 2017. augusztus 31. 17:00 (UTC±0) |

| Guinea                                     | 3–2               | Líbia                |
| ------------------------------------------ | ----------------- | -------------------- |
| Keïta 7' D. Camara 22' Alk. Bangoura 90+3' | (2–0) Jegyzőkönyv | Sabbou 87' Zuway 88' |

| Stade du 28 Septembre, Conakry Játékvezető: Souleiman Ahmed Djama (dzsibuti) |

| 2017. szeptember 1. 21:00 (UTC+1) |

| Tunézia                            | 2–1               | Kongói DK   |
| ---------------------------------- | ----------------- | ----------- |
| Meriah 18' (11-esből) Chaalali 47' | (1–1) Jegyzőkönyv | Bakambu 43' |

| Stade Olympique de Radès, Radès Játékvezető: Eric Otogo-Castane (gaboni) |

| 2017. szeptember 4. 20:00 (UTC+1) |

| Líbia       | 1–0               | Guinea |
| ----------- | ----------------- | ------ |
| Elhouni 36' | (1–0) Jegyzőkönyv |        |

| Stade Mustapha Ben Jannet, Monastir (Tunézia) Játékvezető: Abou Coulibaly (elefántcsontparti) |

| 2017. szeptember 5. 18:30 (UTC+1) |

| Kongói DK            | 2–2               | Tunézia                    |
| -------------------- | ----------------- | -------------------------- |
| Mbemba 9' M'Poku 47' | (1–0) Jegyzőkönyv | Moke 77' (öngól) Badri 79' |

| Stade des Martyrs, Kinshasa Játékvezető: Daniel Bennett |

| 2017. október 7. 17:00 (UTC±0) |

| Guinea       | 1–4               | Tunézia                             |
| ------------ | ----------------- | ----------------------------------- |
| N. Keïta 35' | (1–1) Jegyzőkönyv | Msakni 45+2' 74' 90+6' Ben Amor 83' |

| Stade du 28 Septembre, Conakry Nézőszám: 12 000 Játékvezető: Janny Sikazwe (zambiai) |

| 2017. október 7. 18:00 (UTC+1) |

| Líbia         | 1–2               | Kongói DK              |
| ------------- | ----------------- | ---------------------- |
| Elmusrati 69' | (0–0) Jegyzőkönyv | Bakambu 50' Mubele 75' |

| Stade Mustapha Ben Jannet, Monastir (Tunézia) Nézőszám: 750 Játékvezető: Malang Diedhiou (szenegáli) |

| 2017. november 6. 18:30 (UTC+1) |

| Tunézia | 0–0         | Líbia |
| ------- | ----------- | ----- |
|         | Jegyzőkönyv |       |

| Stade Olympique de Radès, Radès Játékvezető: Hamada Nampiandraza (madagaszkári) |

| 2017. november 6. 18:30 (UTC+1) |

| Kongói DK                                                | 3–1               | Guinea           |
| -------------------------------------------------------- | ----------------- | ---------------- |
| Sidibé 61' (öngól) Bolingi 90+2' (11-esből) Kebano 90+3' | (0–0) Jegyzőkönyv | Keita Junior 76' |

| Stade des Martyrs, Kinshasa Játékvezető: Sidi Alioum (kameruni) |

### B csoport
| Hely. | Csapat  | M | Gy | D | V | G+ | G– | Gk | P  | Továbbjutás                                   |     | Nigéria | Zambia | Kamerun | Algéria |
| ----- | ------- | - | -- | - | - | -- | -- | -- | -- | --------------------------------------------- | --- | ------- | ------ | ------- | ------- |
| 1.    | Nigéria | 6 | 4  | 1 | 1 | 11 | 6  | +5 | 13 | Kijutott a 2018-as labdarúgó-világbajnokságra |     | —       | 1–0    | 4–0     | 3–1     |
| 2.    | Zambia  | 6 | 2  | 2 | 2 | 8  | 7  | +1 | 8  |                                               |     | 1–2     | —      | 2–2     | 3–1     |
| 3.    | Kamerun | 6 | 1  | 4 | 1 | 7  | 9  | −2 | 7  |                                               | 1–1 | 1–1     | —      | 2–0     |         |
| 4.    | Algéria | 6 | 1  | 1 | 4 | 6  | 10 | −4 | 4  |                                               | 3–0 | 0–1     | 1–1    | —       |         |

| 2016. október 9. 14:30 (UTC+2) |

| Zambia      | 1–2               | Nigéria                 |
| ----------- | ----------------- | ----------------------- |
| Mbesuma 71' | (0–2) Jegyzőkönyv | Iwobi 33' Iheanacho 43' |

| Levy Mwanawasa Stadion, Ndola Nézőszám: 38 000 Játékvezető: Ghead Grisha (egyiptomi) |

| 2016. október 9. 20:30 (UTC+1) |

| Algéria    | 1–1               | Kamerun       |
| ---------- | ----------------- | ------------- |
| Szudani 7' | (1–1) Jegyzőkönyv | Moukandjo 24' |

| Mustapha Tchaker Stadion, Blida Nézőszám: 35 000 Játékvezető: Daniel Bennett (dél-afrikai) |

| 2016. november 12. 16:00 (UTC+1) |

| Kamerun                    | 1–1               | Zambia      |
| -------------------------- | ----------------- | ----------- |
| Aboubakar 45+3' (11-esből) | (1–1) Jegyzőkönyv | Mbesuma 34' |

| Limbe Stadion, Limbe Nézőszám: 12 000 Játékvezető: Malang Diedhiou (szenegáli) |

| 2016. november 12. 17:00 (UTC+1) |

| Nigéria                   | 3–1               | Algéria      |
| ------------------------- | ----------------- | ------------ |
| Moses 24' 90+1' Mikel 41' | (2–0) Jegyzőkönyv | Bentaleb 66' |

| Godswill Akpabio International Stadium, Uyo Nézőszám: 30 000 Játékvezető: Bakary Gassama (gambiai) |

| 2017. szeptember 1. 17:00 (UTC+1) |

| Nigéria                                      | 4–0               | Kamerun |
| -------------------------------------------- | ----------------- | ------- |
| Ighalo 29' Mikel 42' Moses 55' Iheanacho 76' | (2–0) Jegyzőkönyv |         |

| Godswill Akpabio International Stadium, Uyo Játékvezető: Gehad Grisha (egyiptomi) |

| 2017. szeptember 2. 15:00 (UTC+2) |

| Zambia                 | 3–1               | Algéria     |
| ---------------------- | ----------------- | ----------- |
| Mwila 6' 32' Mwepu 88' | (2–0) Jegyzőkönyv | Brahimi 53' |

| National Heroes Stadium, Lusaka Játékvezető: Hélder Martins de Carvalho (angolai) |

| 2017. szeptember 4. 18:00 (UTC+1) |

| Kamerun                  | 1–1               | Nigéria   |
| ------------------------ | ----------------- | --------- |
| Aboubakar 75' (11-esből) | (0–1) Jegyzőkönyv | Simon 30' |

| Stade Ahmadou Ahidjo, Yaoundé Játékvezető: Bakary Gassama (gambiai) |

| 2017. szeptember 4. 20:30 (UTC+1) |

| Algéria | 0–1               | Zambia   |
| ------- | ----------------- | -------- |
|         | (0–0) Jegyzőkönyv | Daka 66' |

| Stade Mohamed Hamlaoui, Constantine Játékvezető: Mahamadou Keita (mali) |

| 2017. október 7. 17:00 (UTC+1) |

| Nigéria   | 1–0               | Zambia |
| --------- | ----------------- | ------ |
| Iwobi 73' | (0–0) Jegyzőkönyv |        |

| Godswill Akpabio International Stadium, Uyo Játékvezető: Joshua Bondo (botswanai) |

| 2017. október 7. 17:00 (UTC+1) |

| Kamerun              | 2–0               | Algéria |
| -------------------- | ----------------- | ------- |
| N'Jie 25' Pangop 88' | (1–0) Jegyzőkönyv |         |

| Stade Ahmadou Ahidjo, Yaoundé Nézőszám: 35 000 Játékvezető: Youssef Essrayri (tunéziai) |

| 2017. november 10. 20:30 (UTC+1) |

| Algéria                | 3–0 (módosított) 1–1 | Nigéria |
| ---------------------- | -------------------- | ------- |
| Brahimi 88' (11-esből) | (0–0) Jegyzőkönyv    | Ogu 63' |

| Stade Mohamed Hamlaoui, Constantine Játékvezető: Eric Otogo-Castane (gaboni) |

| 2017. november 6. 15:00 (UTC+2) |

| Zambia             | 2–2               | Kamerun                       |
| ------------------ | ----------------- | ----------------------------- |
| Daka 26' Mwila 64' | (1–1) Jegyzőkönyv | Zambo Anguissa 31' Yaya 90+1' |

| Levy Mwanawasa Stadium, Ndola Játékvezető: Rédouane Jiyed (marokkói) |

### C csoport
| Hely. | Csapat           | M | Gy | D | V | G+ | G– | Gk  | P  | Továbbjutás                                   |     | Marokkó | Elefántcsontpart | Gabon | Mali |
| ----- | ---------------- | - | -- | - | - | -- | -- | --- | -- | --------------------------------------------- | --- | ------- | ---------------- | ----- | ---- |
| 1.    | Marokkó          | 6 | 3  | 3 | 0 | 11 | 0  | +11 | 12 | Kijutott a 2018-as labdarúgó-világbajnokságra |     | —       | 0–0              | 3–0   | 6–0  |
| 2.    | Elefántcsontpart | 6 | 2  | 2 | 2 | 7  | 5  | +2  | 8  |                                               |     | 0–2     | —                | 1–2   | 3–1  |
| 3.    | Gabon            | 6 | 1  | 3 | 2 | 2  | 7  | −5  | 6  |                                               | 0–0 | 0–3     | —                | 0–0   |      |
| 4.    | Mali             | 6 | 0  | 4 | 2 | 1  | 9  | −8  | 4  |                                               | 0–0 | 0–0     | 0–0              | —     |      |

| 2016. október 8. 16:00 (UTC+1) |

| Gabon | 0–0         | Marokkó |
| ----- | ----------- | ------- |
|       | Jegyzőkönyv |         |

| Stade de Franceville, Franceville Nézőszám: 18 000 Játékvezető: Hamada Nampiandraza (madagaszkári) |

| 2016. október 8. 18:00 (UTC+0) |

| Elefántcsontpart                              | 3–1               | Mali         |
| --------------------------------------------- | ----------------- | ------------ |
| Kodjia 26' Coulibaly 31' (öngól) Gervinho 34' | (3–1) Jegyzőkönyv | Yatabaré 18' |

| Stade Bouaké, Bouaké Nézőszám: 22 000 Játékvezető: Joshua Bondo (botswanai) |

| 2016. november 12. 18:30 (UTC+0) |

| Mali | 0–0         | Gabon |
| ---- | ----------- | ----- |
|      | Jegyzőkönyv |       |

| Stade du 26 Mars, Bamako Nézőszám: 25 000 Játékvezető: Janny Sikazwe (zambiai) |

| 2016. november 12. 20:00 (UTC+0) |

| Marokkó | 0–0         | Elefántcsontpart |
| ------- | ----------- | ---------------- |
|         | Jegyzőkönyv |                  |

| Stade de Marrakech, Marrákes Nézőszám: 40 000 Játékvezető: Bernard Camille (Seychelle-szigeteki) |

| 2017. szeptember 1. 21:00 (UTC+1) |

| Marokkó                                                           | 6–0               | Mali |
| ----------------------------------------------------------------- | ----------------- | ---- |
| Zíjes 19' (11-esből) 61' Boutaïb 27' Hakimi 72' Fajr 86' Mahi 88' | (2–0) Jegyzőkönyv |      |

| Stade Moulay Abdallah, Rabat Nézőszám: 42 000 Játékvezető: Sidi Alioum (kameruni) |

| 2017. szeptember 2. 17:00 (UTC+1) |

| Gabon | 0–3               | Elefántcsontpart           |
| ----- | ----------------- | -------------------------- |
|       | (0–0) Jegyzőkönyv | Gradel 53' Doumbia 77' 83' |

| Stade de Franceville, Franceville Nézőszám: 23 000 Játékvezető: Bamlak Tessema Weyesa (etióp) |

| 2017. szeptember 5. 17:30 (UTC±0) |

| Elefántcsontpart | 1–2               | Gabon               |
| ---------------- | ----------------- | ------------------- |
| Cornet 58'       | (0–2) Jegyzőkönyv | Méyé 19' Lemina 29' |

| Stade Bouaké, Bouaké Nézőszám: 12 948 Játékvezető: Malang Diedhiou (szenegáli) |

| 2017. szeptember 5. 19:00 (UTC±0) |

| Mali | 0–0         | Marokkó |
| ---- | ----------- | ------- |
|      | Jegyzőkönyv |         |

| Stade du 26 Mars, Bamako Nézőszám: 20 000 Játékvezető: Hamada Nampiandraza (madagaszkári) |

| 2017. október 2. 19:00 (UTC±0) |

| Mali | 0–0         | Elefántcsontpart |
| ---- | ----------- | ---------------- |
|      | Jegyzőkönyv |                  |

| Stade du 26 Mars, Bamako Nézőszám: 8960 Játékvezető: Hélder Martins de Carvalho (angolai) |

| 2017. október 7. 20:00 (UTC+1) |

| Marokkó             | 3–0               | Gabon |
| ------------------- | ----------------- | ----- |
| Boutaïb 38' 56' 72' | (1–0) Jegyzőkönyv |       |

| Stade Mohammed V, Casablanca Nézőszám: 45 000 Játékvezető: Victor Gomes (dél-afrikai) |

| 2017. november 11. 15:30 (UTC+1) |

| Gabon | 0–0         | Mali |
| ----- | ----------- | ---- |
|       | Jegyzőkönyv |      |

| Stade de Franceville, Franceville Játékvezető: Gehad Grisha (egyiptomi) |

| 2017. november 11. 17:30 (UTC±0) |

| Elefántcsontpart | 0–2               | Marokkó               |
| ---------------- | ----------------- | --------------------- |
|                  | (0–2) Jegyzőkönyv | Dirar 25' Benatia 30' |

| Stade Félix Houphouët-Boigny, Abidjan Játékvezető: Bakary Gassama (gambiai) |

### D csoport
| Hely. | Csapat                  | M | Gy | D | V | G+ | G– | Gk | P  | Továbbjutás                                   |     | Szenegál | Burkina Faso | Zöld-foki Köztársaság | Dél-afrikai Köztársaság |
| ----- | ----------------------- | - | -- | - | - | -- | -- | -- | -- | --------------------------------------------- | --- | -------- | ------------ | --------------------- | ----------------------- |
| 1.    | Szenegál                | 6 | 4  | 2 | 0 | 10 | 3  | +7 | 14 | Kijutott a 2018-as labdarúgó-világbajnokságra |     | —        | 0–0          | 2–0                   | 2–1                     |
| 2.    | Burkina Faso            | 6 | 2  | 3 | 1 | 10 | 6  | +4 | 9  |                                               |     | 2–2      | —            | 4–0                   | 1–1                     |
| 3.    | Zöld-foki Köztársaság   | 6 | 2  | 0 | 4 | 4  | 12 | −8 | 6  |                                               | 0–2 | 0–2      | —            | 2–1                   |                         |
| 4.    | Dél-afrikai Köztársaság | 6 | 1  | 1 | 4 | 7  | 10 | −3 | 4  |                                               | 0–2 | 3–1      | 1–2          | —                     |                         |

1. ↑  A FIFA mérkőzés újrajátszását rendelte el, miután az eredeti mérkőzés játékvezetőjét, Joseph Lamptey-t végleg eltiltotta.[8] Az eredeti mérkőzést a Dél-afrikai Köztársaság nyerte 2–1-re.

| 2016. október 8. 18:00 (UTC+0) |

| Burkina Faso | 1–1               | Dél-afrikai Köztársaság |
| ------------ | ----------------- | ----------------------- |
| Diawara 89'  | (0–0) Jegyzőkönyv | Furman 80'              |

| Stade du 4 Août, Ouagadougou Nézőszám: 35 000 Játékvezető: Rédouane Jiyed (marokkói) |

| 2016. október 8. 20:00 (UTC+0) |

| Szenegál          | 2–0               | Zöld-foki Köztársaság |
| ----------------- | ----------------- | --------------------- |
| Keita 24' Sow 80' | (1–0) Jegyzőkönyv |                       |

| Stade Léopold Sédar Senghor, Dakar Nézőszám: 53 000 Játékvezető: Youssef Essrayri (tunéziai) |

| 2016. november 12. 15:00 (UTC+2) |

| Dél-afrikai Köztársaság              | törölve     | Szenegál   |
| ------------------------------------ | ----------- | ---------- |
| Hlatshwayo 42' (11-esből) Serero 45' | Jegyzőkönyv | N'Doye 75' |

| Peter Mokaba Stadion, Polokwane Nézőszám: 26 179 Játékvezető: Joseph Lamptey (ghánai) |

| 2016. november 12. 16:00 (UTC–1) |

| Zöld-foki Köztársaság | 0–2               | Burkina Faso         |
| --------------------- | ----------------- | -------------------- |
|                       | (0–2) Jegyzőkönyv | Dayo 2' Nakoulma 28' |

| Estádio Nacional de Cabo Verde, Praia Nézőszám: 5000 Játékvezető: Ali Lemghaifry (mauritániai) |

| 2017. szeptember 1. 17:30 (UTC−1) |

| Zöld-foki Köztársaság         | 2–1               | Dél-afrikai Köztársaság |
| ----------------------------- | ----------------- | ----------------------- |
| Nuno Rocha 33' 38' (11-esből) | (2–1) Jegyzőkönyv | Rantie 14'              |

| Estádio Nacional de Cabo Verde, Praia Nézőszám: 4000 Játékvezető: Mehdi Abid Sarif (algériai) |

| 2017. szeptember 2. 20:00 (UTC±0) |

| Szenegál | 0–0         | Burkina Faso |
| -------- | ----------- | ------------ |
|          | Jegyzőkönyv |              |

| Stade Léopold Sédar Senghor, Dakar Nézőszám: 42 901 Játékvezető: Joshua Bondo (botswanai) |

| 2017. szeptember 5. 19:00 (UTC+2) |

| Dél-afrikai Köztársaság | 1–2               | Zöld-foki Köztársaság   |
| ----------------------- | ----------------- | ----------------------- |
| Jali 89'                | (0–0) Jegyzőkönyv | Garry Rodrigues 52' 67' |

| Moses Mabhida Stadion, Durban Nézőszám: 15 000 Játékvezető: Ferdinand Udoh (nigériai) |

| 2017. szeptember 5. 18:00 (UTC±0) |

| Burkina Faso                          | 2–2               | Szenegál          |
| ------------------------------------- | ----------------- | ----------------- |
| B. Traoré 9' Pape N'Diaye 88' (öngól) | (1–1) Jegyzőkönyv | Sarr 27' Mané 75' |

| Stade du 4 Août, Ouagadougou Nézőszám: 35 000 Játékvezető: Janny Sikazwe (zambiai) |

| 2017. október 7. 15:00 (UTC+2) |

| Dél-afrikai Köztársaság         | 3–1               | Burkina Faso  |
| ------------------------------- | ----------------- | ------------- |
| Tau 1' Zwane 33' Vilakazi 45+1' | (3–0) Jegyzőkönyv | A. Traoré 87' |

| FNB Stadium, Johannesburg Nézőszám: 10 500 Játékvezető: Sidi Alioum (kameruni) |

| 2017. október 2. 16:30 (UTC−1) |

| Zöld-foki Köztársaság | 0–2               | Szenegál               |
| --------------------- | ----------------- | ---------------------- |
|                       | (0–0) Jegyzőkönyv | Sakho 81' N'Doye 90+2' |

| Estádio Nacional de Cabo Verde, Praia Nézőszám: 14 000 Játékvezető: Gehad Grisha (egyiptomi) |

| 2017. november 10. 19:00 (UTC+2) |

| Dél-afrikai Köztársaság | 0–2               | Szenegál                     |
| ----------------------- | ----------------- | ---------------------------- |
|                         | (0–2) Jegyzőkönyv | Sakho 12' Mkhize 38' (öngól) |

| Peter Mokaba Stadium, Polokwane Nézőszám: 40 000 Játékvezető: Janny Sikazwe (zambiai) |

| 2017. november 14. 19:30 (UTC±0) |

| Burkina Faso                         | 4–0               | Zöld-foki Köztársaság |
| ------------------------------------ | ----------------- | --------------------- |
| Nakoulma 45+1' 58' 63' Diawara 90+4' | (1–0) Jegyzőkönyv |                       |

| Stade du 4 Août, Ouagadougou Játékvezető: Youssef Essrayri (tunéziai) |

| 2017. november 14. 19:30 (UTC±0) |

| Szenegál                 | 2–1               | Dél-afrikai Köztársaság |
| ------------------------ | ----------------- | ----------------------- |
| Nguette 55' Mbodji 90+3' | (0–0) Jegyzőkönyv | Tau 65'                 |

| Stade Léopold Sédar Senghor, Dakar Játékvezető: Bamlak Tessema Weyesa (etióp) |

### E csoport
| Hely. | Csapat   | M | Gy | D | V | G+ | G– | Gk | P  | Továbbjutás                                   |     | Egyiptom | Uganda | Ghána | Kongói Köztársaság |
| ----- | -------- | - | -- | - | - | -- | -- | -- | -- | --------------------------------------------- | --- | -------- | ------ | ----- | ------------------ |
| 1.    | Egyiptom | 6 | 4  | 1 | 1 | 8  | 4  | +4 | 13 | Kijutott a 2018-as labdarúgó-világbajnokságra |     | —        | 1–0    | 2–0   | 2–1                |
| 2.    | Uganda   | 6 | 2  | 3 | 1 | 3  | 2  | +1 | 9  |                                               |     | 1–0      | —      | 0–0   | 1–0                |
| 3.    | Ghána    | 6 | 1  | 4 | 1 | 7  | 5  | +2 | 7  |                                               | 1–1 | 0–0      | —      | 1–1   |                    |
| 4.    | Kongó    | 6 | 0  | 2 | 4 | 5  | 12 | −7 | 2  |                                               | 1–2 | 1–1      | 1–5    | —     |                    |

| 2016. október 7. 15:30 (UTC+0) |

| Ghána | 0–0         | Uganda |
| ----- | ----------- | ------ |
|       | Jegyzőkönyv |        |

| Tamale Stadion, Tamale Nézőszám: 6500 Játékvezető: El Fadil Mohamed (szudáni) |

| 2016. október 9. 15:30 (UTC+1) |

| Kongó    | 1–2               | Egyiptom            |
| -------- | ----------------- | ------------------- |
| Doré 24' | (1–1) Jegyzőkönyv | Szaláh 41' Said 58' |

| Stade Municipal de Kintélé, Brazzaville Nézőszám: 27 000 Játékvezető: Denis Dembélé (elefántcsontparti) |

| 2016. november 12. 16:00 (UTC+3) |

| Uganda   | 1–0               | Kongó |
| -------- | ----------------- | ----- |
| Miya 17' | (1–0) Jegyzőkönyv |       |

| Mandela National Stadium, Kampala Nézőszám: 25 000 Játékvezető: Mehdi Abid Sarif (algériai) |

| 2016. november 13. 18:00 (UTC+2) |

| Egyiptom                       | 2–0               | Ghána |
| ------------------------------ | ----------------- | ----- |
| Szaláh 42' (11-esből) Said 85' | (1–0) Jegyzőkönyv |       |

| Borg el-Arab Stadion, Alexandria Nézőszám: 85 000 Játékvezető: Eric Otogo-Castane (gaboni) |

| 2017. augusztus 31. 16:00 (UTC+3) |

| Uganda   | 1–0               | Egyiptom |
| -------- | ----------------- | -------- |
| Okwi 51' | (0–0) Jegyzőkönyv |          |

| Mandela National Stadium, Kampala Játékvezető: Ali Lemghaifry (mauritániai) |

| 2017. szeptember 1. 15:30 (UTC±0) |

| Ghána      | 1–1               | Kongó       |
| ---------- | ----------------- | ----------- |
| Partey 85' | (0–1) Jegyzőkönyv | Bifouma 18' |

| Baba Yara Stadium, Kumasi Játékvezető: Youssef Essrayri (tunéziai) |

| 2017. szeptember 5. 15:30 (UTC+1) |

| Kongó           | 1–5               | Ghána                               |
| --------------- | ----------------- | ----------------------------------- |
| Illoy-Ayyet 43' | (1–3) Jegyzőkönyv | Boakye 23' 85' Partey 26' 45+2' 69' |

| Stade Municipal de Kintélé, Brazzaville Játékvezető: Rédouane Jiyed (marokkói) |

| 2017. szeptember 5. 20:00 (UTC+2) |

| Egyiptom     | 1–0               | Uganda |
| ------------ | ----------------- | ------ |
| M. Szaláh 6' | (1–0) Jegyzőkönyv |        |

| Borg El Arab Stadium, Alexandria Játékvezető: Victor Gomes (dél-afrikai) |

| 2017. október 7. 16:00 (UTC+3) |

| Uganda | 0–0         | Ghána |
| ------ | ----------- | ----- |
|        | Jegyzőkönyv |       |

| Mandela National Stadium, Kampala Nézőszám: 35 000 Játékvezető: Daniel Bennett (dél-afrikai) |

| 2017. október 7. 19:00 (UTC+2) |

| Egyiptom                       | 2–1               | Kongó            |
| ------------------------------ | ----------------- | ---------------- |
| M. Szaláh 63' 90+5' (11-esből) | (0–0) Jegyzőkönyv | Bouka Moutou 88' |

| Borg El Arab Stadium, Alexandria Nézőszám: 75 000 Játékvezető: Bakary Gassama (gambiai) |

| 2017. november 12. 15:30 (UTC+1) |

| Kongó      | 1–1               | Uganda     |
| ---------- | ----------------- | ---------- |
| Baudry 10' | (1–1) Jegyzőkönyv | Karisa 11' |

| Stade Alphonse Massemba-Débat, Brazzaville Játékvezető: El Fadil Mohamed (szudáni) |

| 2017. november 12. 15:30 (UTC±0) |

| Ghána     | 1–1               | Egyiptom      |
| --------- | ----------------- | ------------- |
| Gyasi 64' | (0–0) Jegyzőkönyv | Shikabala 61' |

| Baba Yara Stadium, Kumasi Játékvezető: Malang Diedhiou (szenegáli) |